# Józef Kapustka

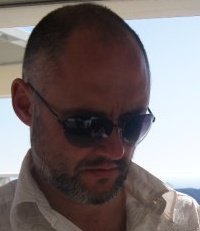
Jozef Kapustka

Józef Kapustka (Tarnów, 28 maggio 1969) è un pianista polacco.

## Discografia parziale
2013 - "Improvisations with Bashir" (Dux/Naxos 09542)